# Siedlisko (gmina w województwie pilskim)
Siedlisko – dawna gmina wiejska istniejąca w latach 1945–54 i 1973–76 w woj. poznańskim, a następnie w woj. pilskim (dzisiejsze woj. wielkopolskie). Siedzibą władz gminy było Siedlisko.
Gmina Siedlisko powstała po II wojnie światowej (1945) na terenie tzw. Ziem Odzyskanych (tzw. III okręg administracyjny – Pomorze Zachodnie). 25 września 1945 gmina – jako jednostka administracyjna powiatu trzcianeckiego – została powierzona administracji wojewody poznańskiego, po czym z dniem 28 czerwca 1946 została przyłączona do woj. poznańskiego, wchodząc równocześnie w skład nowo utworzonego powiatu pilskiego.
Według stanu z 1 lipca 1952 gmina składała się z 8 gromad: Biernatowo, Górnica, Przyłęki, Runowo, Rychlik, Siedlisko, Smolarnia i Straduń. Gmina została zniesiona 29 września 1954 wraz z reformą wprowadzającą gromady w miejsce gmin.
Jednostkę reaktywowano 1 stycznia 1973 w (przywróconym w 1959) powiecie trzcianeckim w tymże województwie. 1 czerwca 1975 gmina weszła w skład nowo utworzonego woj. pilskiego.
1 stycznia 1977 gmina została zniesiona, a jej obszar włączony do gmin:
- Czarnków (obszary sołectw Bukowiec, Gajewo, Jędrzejewo i Wielka Bieda),
- Trzcianka (obszary sołectw Biernatowo, Górnica, Przyłęki, Rudka, Runowo, Rychlik, Siedlisko i Smolarnia).